# Lac Michigan
Le lac Michigan (en Modèle:Lang-oj) est l'un des cinq Grands Lacs d'Amérique du Nord. Le terme « Michigan » a initialement été utilisé pour désigner le lac lui-même, et s'il est bien originaire de l'ojibwé, il signifie « grandes eaux ». C'est le deuxième des Grands Lacs en volume et le troisième plus grand par sa superficie derrière le lac Supérieur et le lac Huron. Il est le seul des Grands Lacs entièrement dans le territoire des États-Unis, les autres étant partagés avec le Canada.  Il est bordé, d'ouest en est, par les États du Wisconsin, de l'Illinois, de l'Indiana et du Michigan. Le lac est légèrement plus petit que l'État américain de Virginie-Occidentale. Il a donné son nom à l'État américain du Michigan.

## Histoire

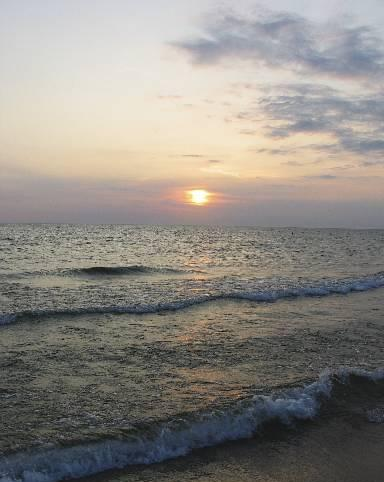
Coucher du soleil sur le lac Michigan.

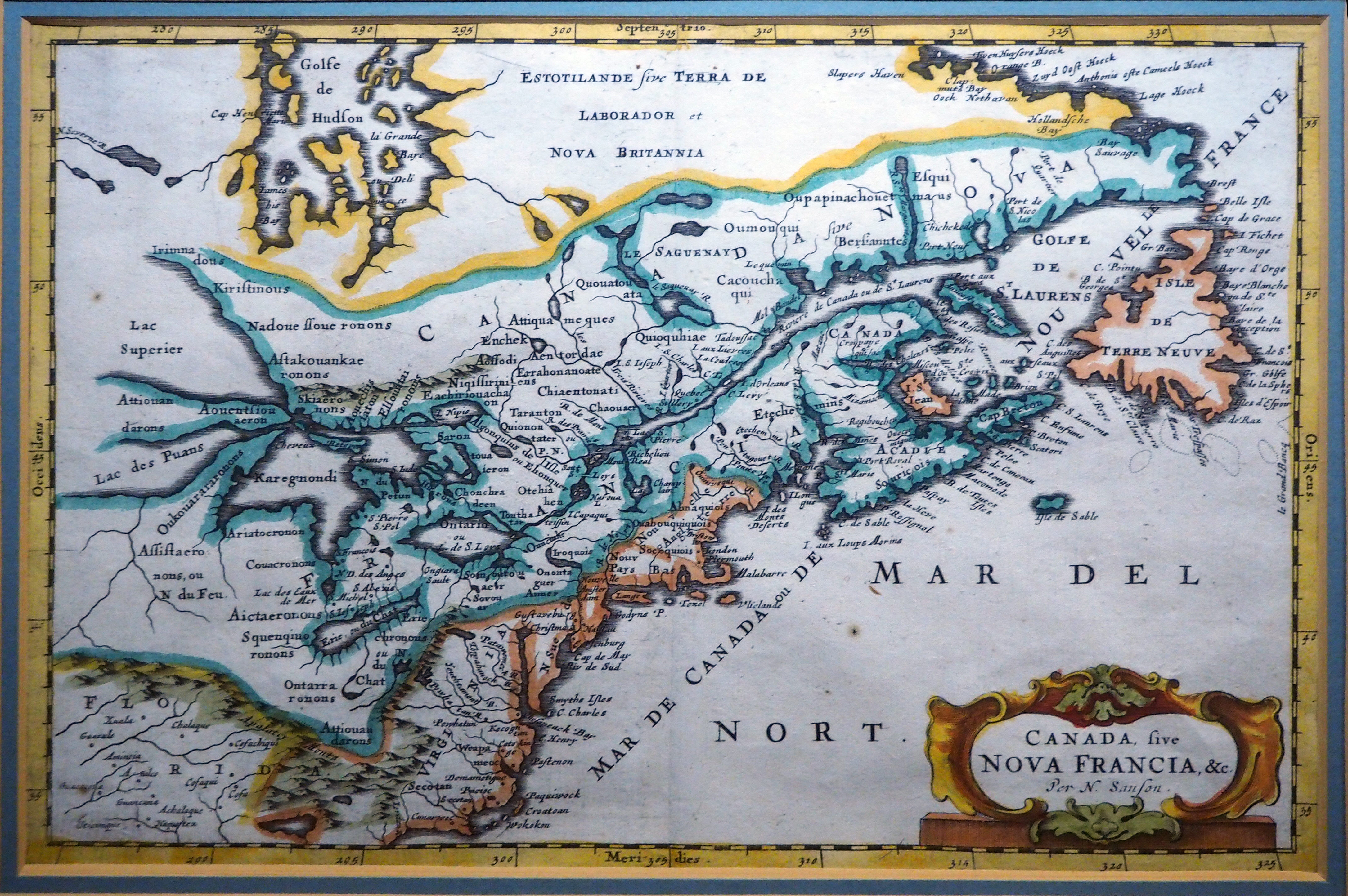
Carte de la Nouvelle-France par Nicolas Sanson (1650). On y voit le lac des Puans.

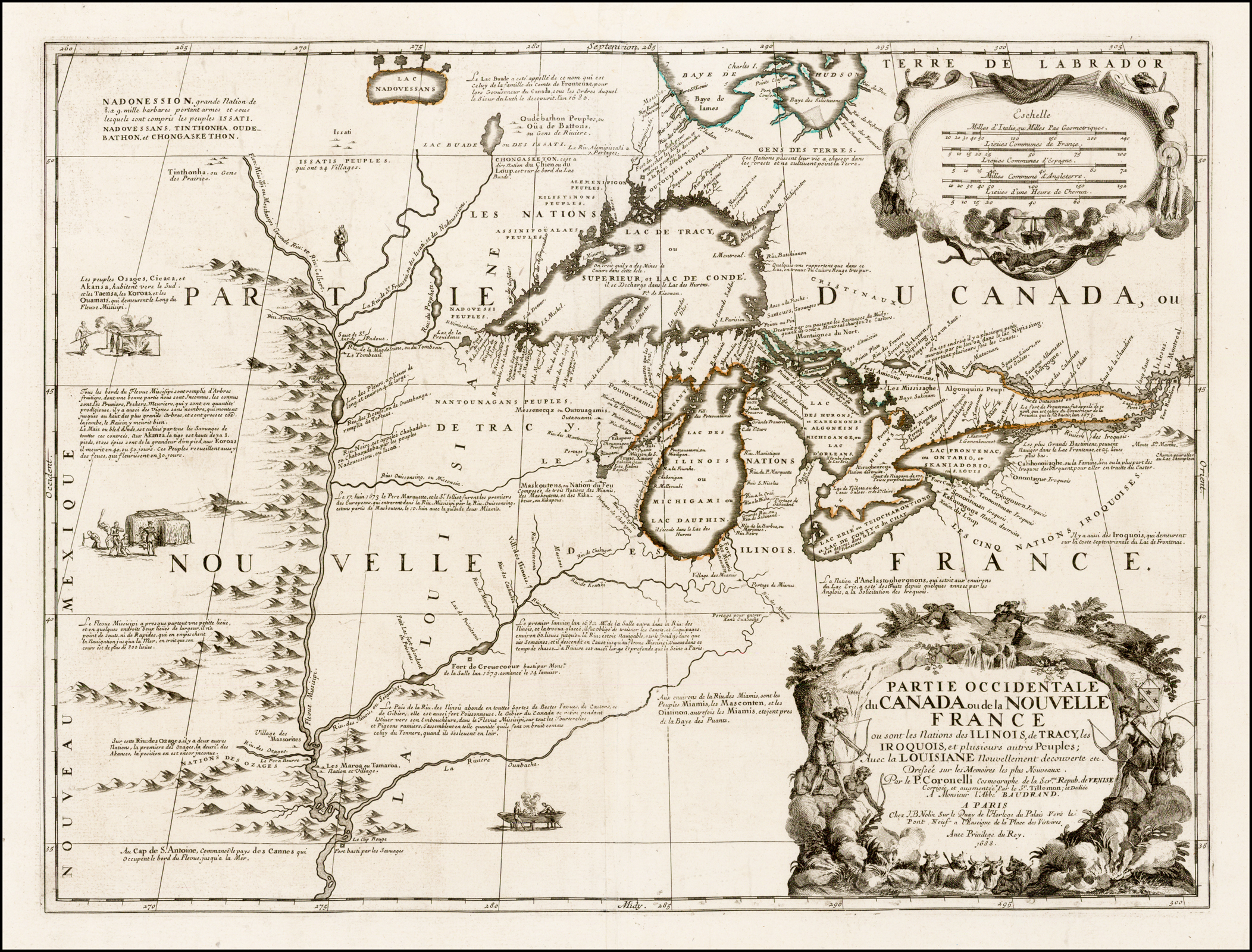
Carte de Vincenzo Coronelli, Partie occidentale du Canada... (1688)

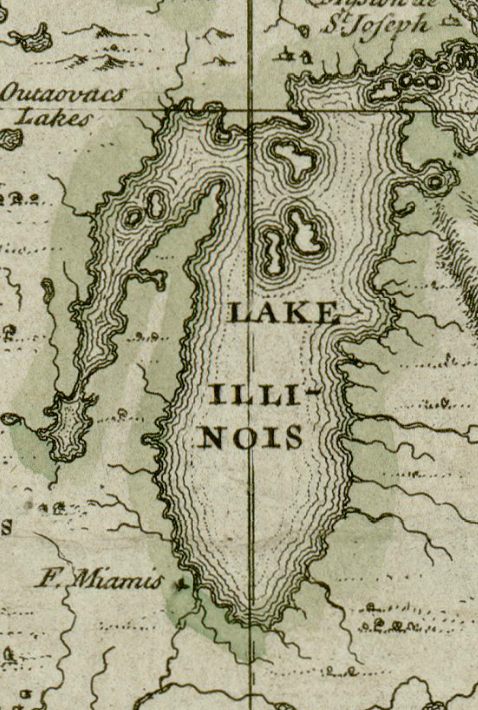
Lac Michigan sur une carte britannique (1680).

Les premières traces humaines autour du lac sont de culture Hopewell. Les traces laissées par cette culture ont diminué après l'an 800 et ont laissé place à celle de la période dite Sylvicole. Les tribus indiennes Ojibwés, Menominee, Sauks, Outagamis, Winnebagos, Miamis, Outaouais et Potéouatamis, descendant de la culture des tribus du Sylvicole, y vivaient. 
À partir d'informations rapportées par Nicolas Perrot, il est probable que le premier aventurier européen dans la région soit le Français Jean Nicolet entre 1634 et 1638. Lahontan et Louis Hennepin l'appellent le lac des Illinois ou Illinoüack, signifiant « lac des hommes », dans la langue des Illinois, mais il est appelé Mischigonong par les Miamis. Louis Jolliet, Jacques Marquette et Robert de La Salle remontent jusqu'à cette région en remontant du golfe du Mexique, par le Mississippi puis le Saint-Laurent. Les coureurs des bois et les premiers colons établissent des petites communautés villageoises commerciales et des ports comme Green Bay, dès la fin du XVIIe et au XVIIIe siècle. La première colonie permanente sur les rives du lac Michigan est fondée par Jean Baptiste Pointe du Sable en 1779 sur le site de l'actuelle Chicago.
En juillet 1875, Washington Harrison Donaldson, Newton S. Grimwood et John Wise tente un survol du lac en ballon. Ils disparaissent et seul le corps de Grimwood est repêché. 
La première personne à atteindre le fond du lac Michigan est Jeffrey Val Klump, un scientifique de l'université du Wisconsin à Milwaukee. Klump atteint le fond grâce à un submersible dans le cadre d'une expédition scientifique en 1985.
Le 7 février 2025, en réaction aux annonces du président Donald Trump concernant le changement de nom du golfe du Mexique en golfe d'Amérique et l'annexion du Groenland, le gouverneur de l'Illinois J. B. Pritzker publie une vidéo satirique sur son compte X annonçant le changement de nom du lac Michigan en lac Illinois ainsi que l'annexion par son État de la ville de Green Bay située dans le Wisconsin,,.

## Géographie
Situé au cœur du Midwest américain, il occupe une superficie de 57 750 km2, ce qui en fait la plus grande étendue d’eau douce des États-Unis, et le cinquième plus grand lac au monde. Sa plus grande profondeur atteint 281 m, et sa surface se situe à 176 m d’altitude, au même niveau que le lac Huron, avec lequel il est relié par le détroit de Mackinac. Géologiquement, les lacs Michigan et Huron forment un seul plan d’eau.
Le lac Michigan reçoit notamment les eaux de la rivière Père Marquette et de la rivière Manistee.
Il reçut également jusqu'au XIXe siècle les eaux de la rivière Chicago avant que celles-ci ne soient détournées vers le bassin hydrographique du Mississippi par le biais du canal Illinois et Michigan. Un projet datant de 2005 prévoit de rétablir son cours initial vers le lac Michigan.

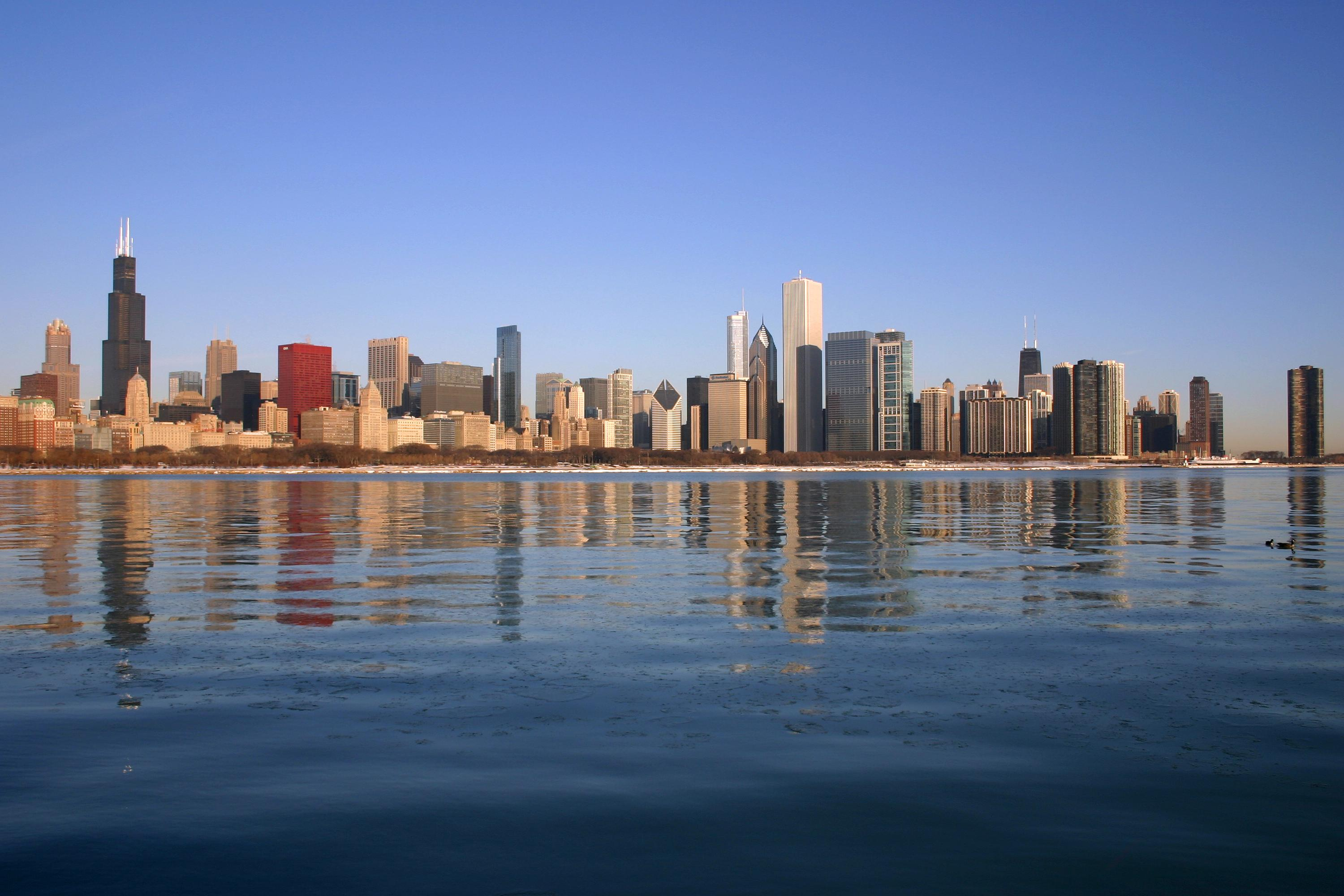
Chicago, depuis le lac Michigan.

Les plus grandes villes situées sur ses rives sont Chicago (Illinois), Milwaukee (Wisconsin) et Gary (Indiana). L’extrémité sud du lac est très industrialisée. Environ 13 millions de personnes vivent le long de ses rives, principalement dans l'agglomération de Chicago.

## Environnement

### Faune
Le lac Michigan abrite une grande variété d'espèces dulçaquicoles. On y trouve les poissons Omble du Canada, Perchaude, Achigan à grande bouche, Achigan à petite bouche, Poisson-castor, des carpes, ainsi que certaines espèces de poissons-chats. Ces dernières années, la surpêche a entraîné une baisse de la population d'omble du Canada, entrainant finalement une augmentation des populations de Gaspareau. Les salmonidés Oncorhynchus kisutch et Oncorhynchus tshawytscha ont été introduits comme un prédateur du gaspareau dans le cadre d'une lutte biologique. Les populations de ces deux poissons sont très suivies. Ce programme a été un succès, et en outre la population de saumons a explosé ce qui a rendu le site très attractif pour les amateurs de pêche sportive. Cette pratique est devenue illégale dans tous les États des Grands Lacs à l'exception dans l'Illinois durant une saison limitée. D'autres espèces devenues invasives ont été introduites, comme la lamproie marine et la Moule zébrée. Ces espèces menacent les populations de poissons.

### Pollution
La pollution des Grands Lacs est très importante, en particulier celle du lac Michigan. Elle est principalement causée par la quantité excessive d'éléments nutritifs et de contaminants toxiques qui sont responsables de la régression de certaines espèces et de blooms planctoniques dès que la température de l'eau et l'ensoleillement augmentent.

### Bassin
Le niveau d'eau du lac Michigan a constamment baissé depuis le milieu des années 1960, jusqu'en 2009 au moins.